# Luigi Calamatta

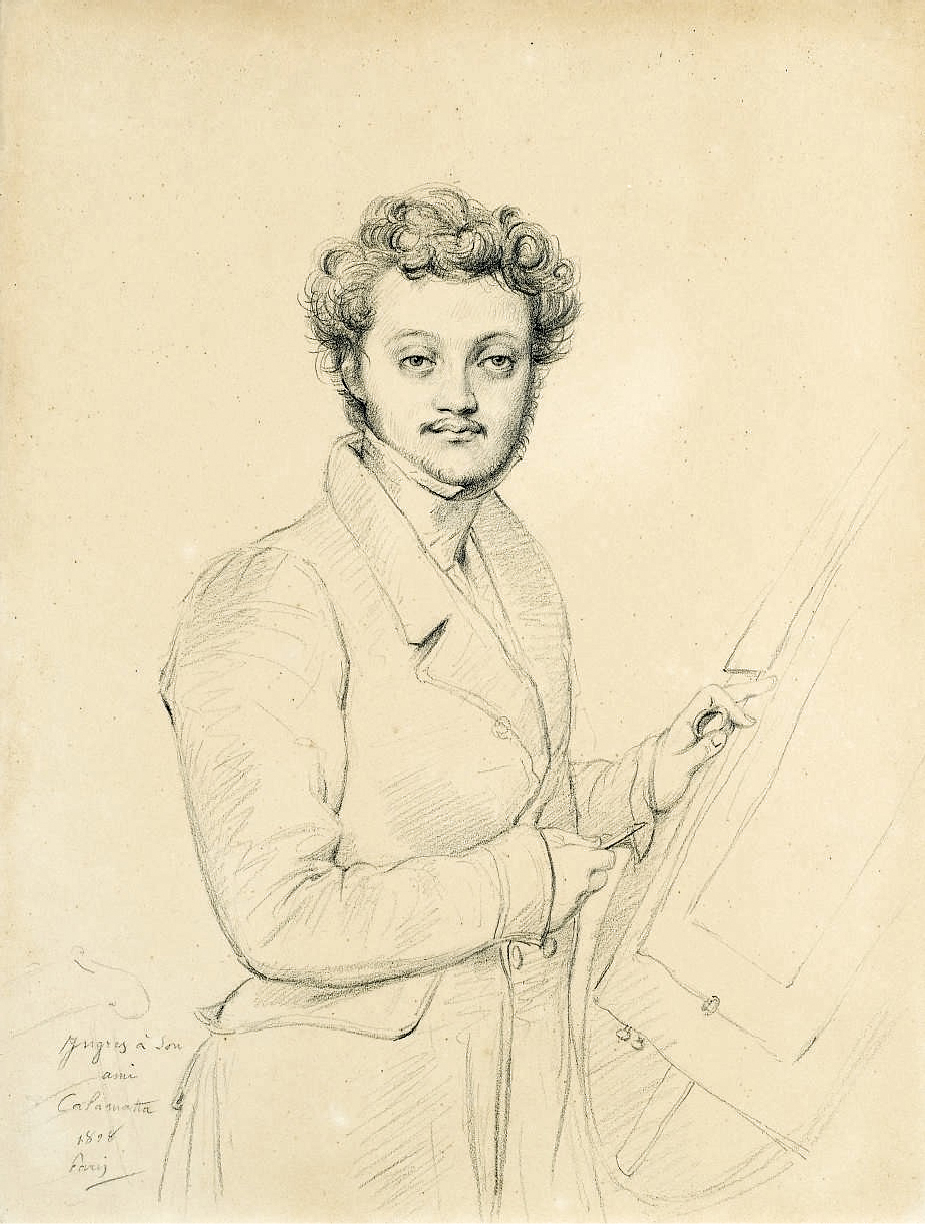
Luigi Calamatta år 1828, teckning av David Joseph Desvachez.

Luigi Calamatta, född 12 juni 1802, död 8 mars 1869, var en italiensk kopparstickare.
Calamatta flyttade 1822 till Paris, där han tillhörde Ingres krets. Han verkade länge i Bryssel och från 1861 i Milano som lärare och bidrog i hög grad till det moderna kopparstickets renässans. Calamattas kopparstick var främst reproduktioner av först samtida och senare äldre italienska konstnärers verk.